# St. Ulrich am Ulrichsberg

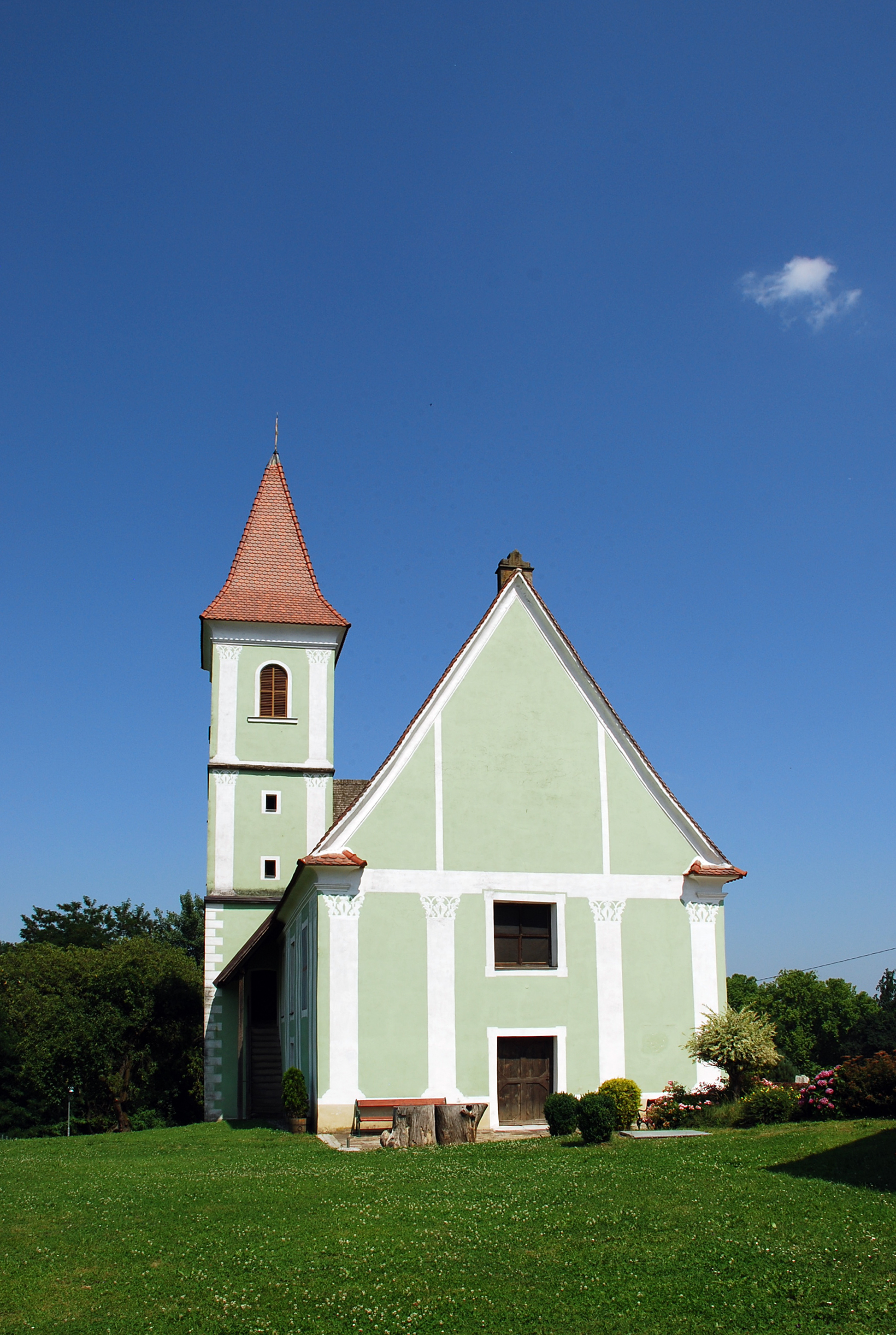
Die Kirche im Juni 2011

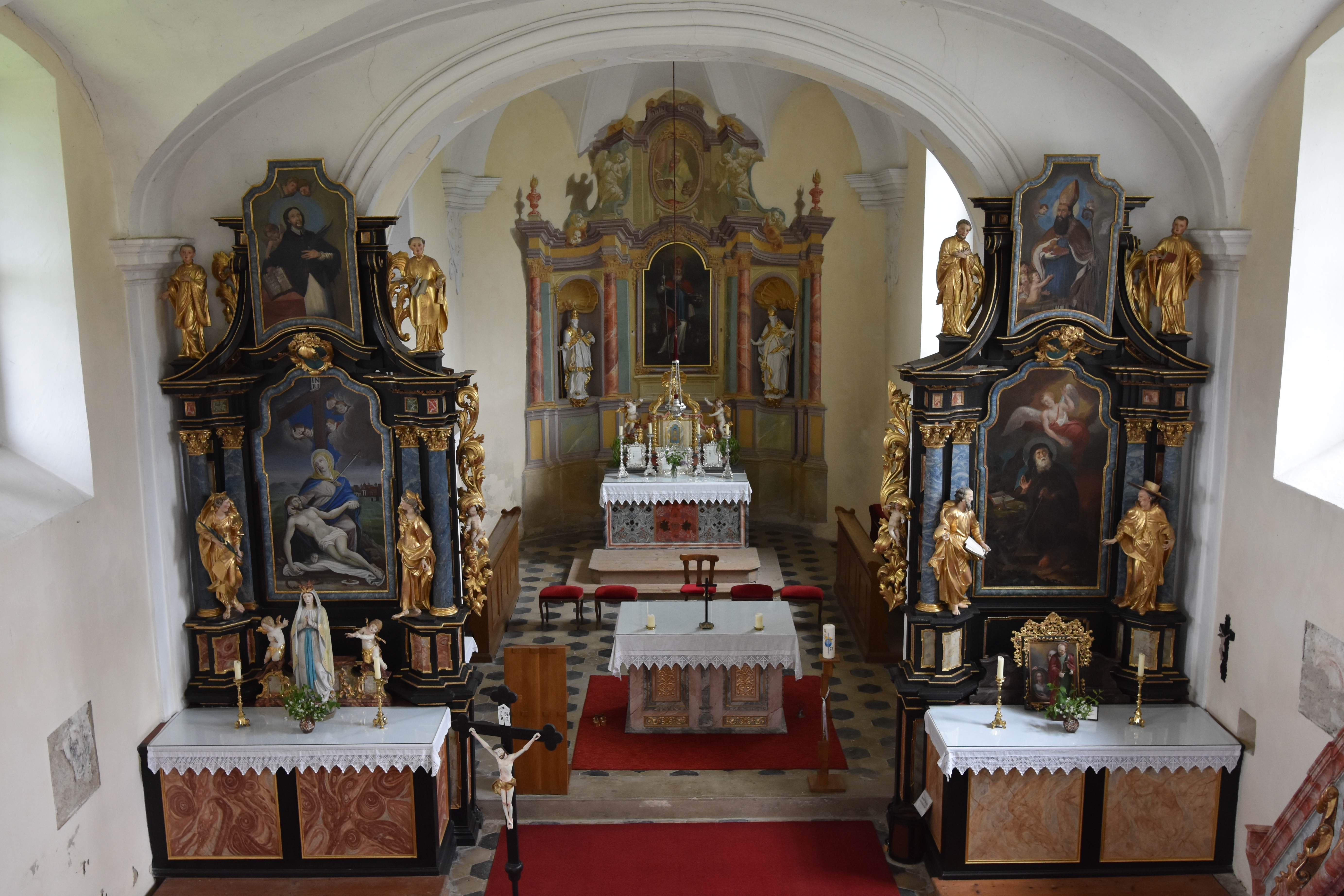
Der Altarraum der Kirche

Die Kirche hl. Ulrich am Ulrichsberg ist eine römisch-katholische Filialkirche in der Stadtgemeinde Deutschlandsberg in der Steiermark. Ihre Geschichte führt bis in die erste Hälfte des 12. Jahrhunderts zurück. Sie ist heute der Pfarre Deutschlandsberg unterstellt.

## Standort
Die Kirche steht in der zu Deutschlandsberg gehörenden Katastralgemeinde Hörbing am Ulrichsberg 8. Sie war ursprünglich dem Hl. Markus geweiht, dem Gründer des Patriarchats von Aquileia und dem Patron der Republik Venedig.

## Geschichte
Die Kirchenanlage stammt in ihren Grundlagen aus der Zeit bairischen Kolonisation im 10. Jahrhundert. Auf dem Vorplatz der Kirche wurden 1998 Reste einer ungefähr 100×100 m² großen Anlage entdeckt, die als Hof einer abgekommenen Burg interpretiert wurde, unter anderem ein Brunnen, der bereits im 12. Jahrhundert stillgelegt war. Dieser Brunnen ist an seiner Sohle mit schachtartigen Gängen versehen, das Material, mit dem der Brunnenschaft verfüllt war, stammte teilweise aus dem 10. Jahrhundert. Eine Betondecke ermöglicht die Erhaltung und weitere Erforschung der Stelle. Der Fundort wird mit dem Nidrinhof in Verbindung gebracht, der in einer Urkunde aus ottonischer Zeit 970 erwähnt ist. Die Kirche ist 1313 (oder 1144) erstmals erwähnt. Ob ein bei ihr gelegener Hof zu St. Ulrich aus dem Nidrinhof entstanden ist (an dessen Stelle lag) oder ob es sich um einen (vielleicht nur kurze Zeit) eigenständigen Hof (einen oberen Hof im Vergleich zum niedriger gelegenen Nidrinhof) gehandelt hat, wird in der Literatur unterschiedlich gesehen. Ab 1401 dürfte der Hof ein Bauernhof gewesen sein.
Die Kirche wurde vor 1136 von der bayrischen Adelsfamilie Kelzen erbaut. Ab 1136 war die ehemalige Eigenkirche eine Filialkirche der Pfarre Groß Sankt Florian, sie blieb auch ab 1786 nach der damaligen Erweiterung der Pfarre Deutschlandsberg auf Intervention des Florianer Pfarrers eine Filialkirche von Groß St. Florian. Erst 1883 wurde sie unter Dechant August Bossi zur Filiale der Pfarre Deutschlandsberg. Während sie der Pfarre Groß Sankt Florian unterstellt war, wurde sie eine beliebte Wallfahrtskirche und erhielt mehrmals päpstliche Ablässe. In den Jahren nach dem Zweiten Weltkrieg wurde die verfallene Kirche restauriert und im Jahr 1967 wieder geweiht. Zwischen 1996 und 1988 fand eine Generalsanierung statt sowie im Jahr 2000 eine Restaurierung der Inneneinrichtung.
Zu Ehren des ursprünglichen Patrons, des Hl. Martin, wird um den 25. April (katholischer Namenstag dieses Heiligen) eine Betprozession (Markusprozession) von Deutschlandsberg zur Kirche abgehalten.

## Beschreibung

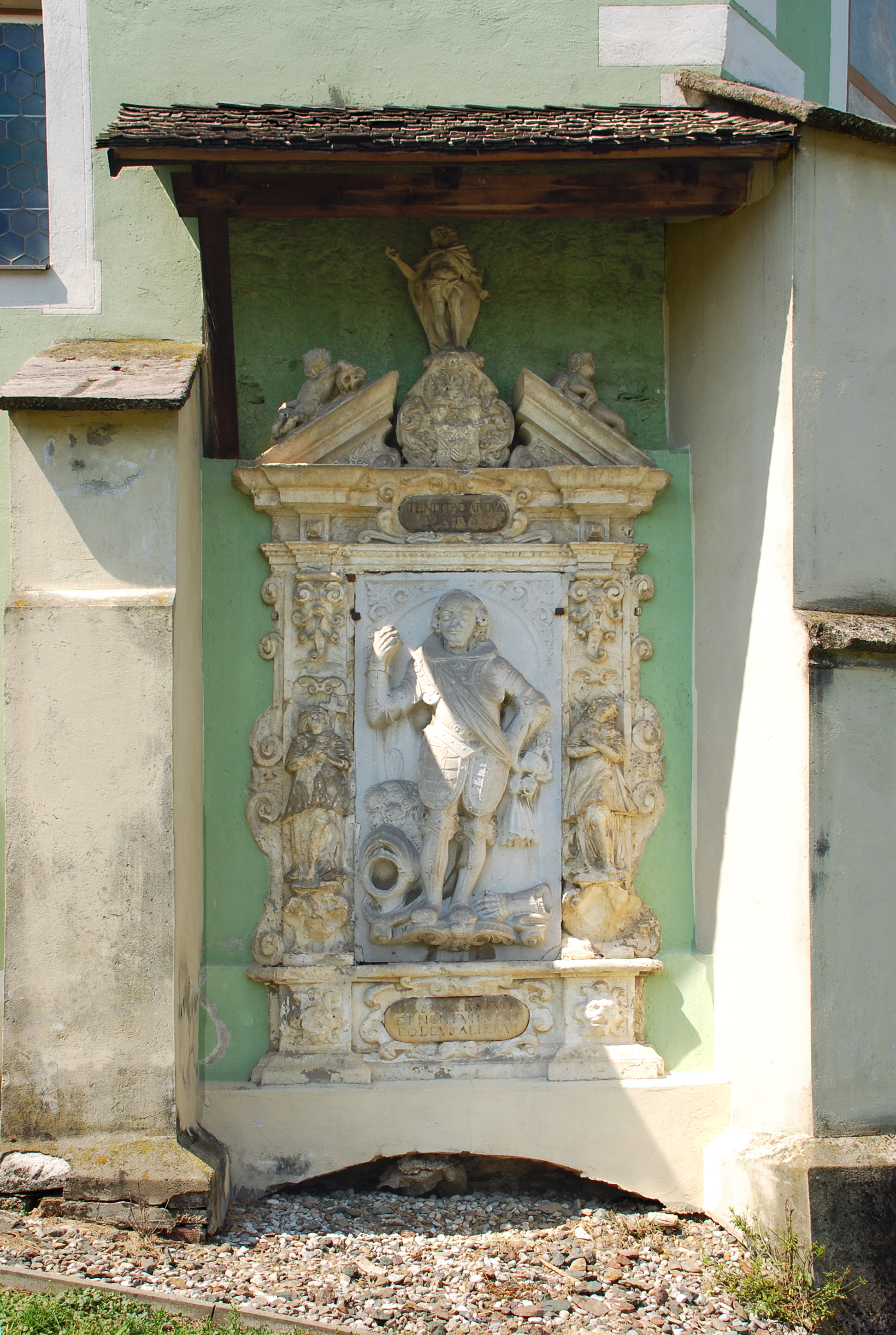
Die Ganzfigur des Freiherren von Maylegg an der Außenmauer des Langhauses

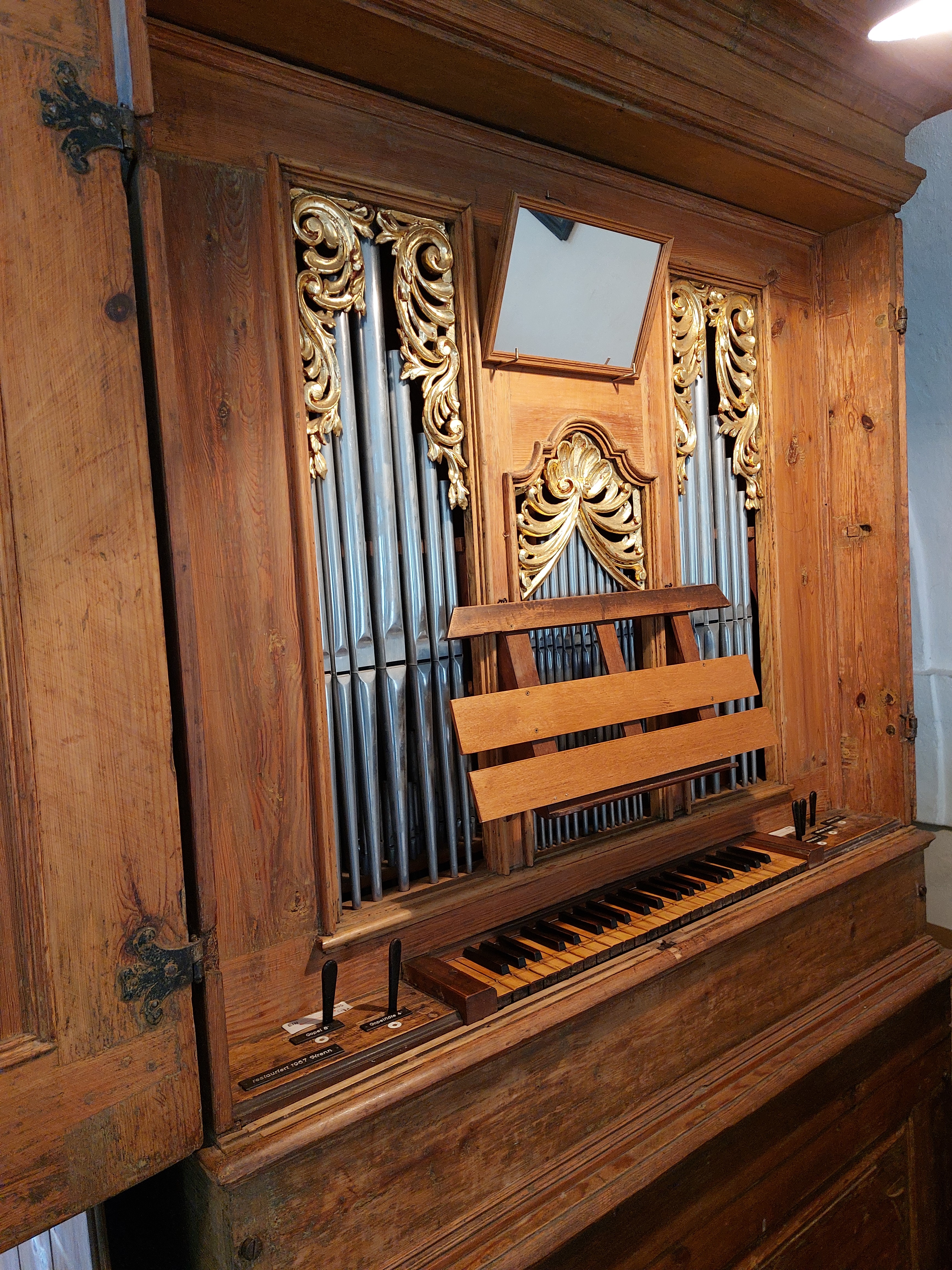
Orgelpositiv

Der Kern der Kirche ist gotisch. Sie wurde im Barock umgestaltet. Der dreigeschoßige Turm mit Zeltdach befindet sich im nördlichen Chorwinkel. In der Außenmauer des Turmes ist ein Römerstein aus dem 2./3. Jahrhundert eingemauert, der das Brustbild eines Ehepaares zeigt. Das Äußere des Turmes wird durch aufgemalte Pilaster gegliedert, das Langhaus durch aufgemalte Doppelpilaster. An der Außenmauer des Langhauses befindet sich eine Ganzfigur des 1626 verstorbenen Johann Freiherr von Maylegg. Weiters befindet sich am Turm ein Römerstein mit Brustbildern des Ehepaares Calandinus aus dem 2. oder 3. Jahrhundert. Die Inschrift des Steins lautet: „Publius Albinus Calendinus hat bei Lebzeiten sich und der 40 Jahre alten Gattin Silvia Ursula dieses Denkmal errichtet.“
Das breite, dreijochige Langhaus wird wie der einjochige, gotische Chor mit Dreiachtelschluss von einem auf flachen Korbgurtbögen sitzenden Kreuzgewölbe überspannt. Dieses wird im Langhaus von flachen Wandpfeilern mit einfachen Kapitellen und im Chor von abgetreppten, gotischen Strebepfeilern getragen. Zwischen Chor und Langhaus befindet sich der eingeschnürte und durch Voluten zum Korbbogen verbreiterte Fronbogen. Das Kirchenschiff hat rechteckige Fenster. Im Westen des Langhauses befindet sich eine dreiachsige, auf Pfeilern sitzende Empore.
Das Altarprospekt des Hochaltars wurde 1759 von Philipp Carl Laubmann gemalt. Die beiden Nischenstatuen der Heiligen Markus und Ulrich stammen wie das Tabernakel aus dem Jahr 1759. Die beiden den Heiligen Maria und Antonius dem Einsiedler geweihten Seitenaltäre haben nach Art des Marx Schokotnigg gestaltete Statuen und wurden Anfang des 18. Jahrhunderts aufgestellt. Die Kanzel stammt aus der Mitte des 18. Jahrhunderts. Die Apostelkreuze sowie die Sakramentsnische sind gotisch. Weiters befinden sich mehrere Grabsteine im Inneren der Kirche, von denen einer eine Reliefdarstellung des Gekreuzigten und eine Kniefigur aus der Mitte des 17. Jahrhunderts zeigt.
Das Orgelpositiv mit kurzer Oktave wurde um 1740 vermutlich von Ferdinand Schwarz aus Graz erbaut und 1967 durch Orgelbau Krenn restauriert.
Die Kirche als solche steht unter Denkmalschutz (Listeneintrag), ihr Grundstück und Grundflächen der Umgebung bilden ein weiteres Denkmalschutzobjekt als „Überreste der früh- und hochmittelalterlichen Wehranlage am Ulrichsberg“ (Listeneintrag).